# Архонт
Архонт (родительный падеж ἄρχοντος, «начальник, правитель, глава», от ἄρχη — «начало, власть») — высшее должностное лицо в древнегреческих полисах (городах-государствах). 
В Византийской империи этот титул носили высокопоставленные вельможи. Слово архонт имело во многом то же значение, что и славянское слово «князь». После падения Константинополя титул архонта присваивался Константинопольским патриархом некоторым православным мирянам за особые заслуги (см. Архонты Вселенского патриархата).

## Афинские архонты
Наиболее известны архонты в Афинах, где эта должность появилась ещё при басилевсах. Согласно преданию, в XI веке до н. э. царская власть была отменена, и представители царского рода Кодридов стали пожизненными архонтами. В середине VIII века до н. э. доступ к этой должности получили евпатриды, и срок власти архонта сократился до десяти лет, а с первой половины VII века до н. э. — до одного года.
Наиболее древними были должности первого архонта-эпонима (главы исполнительной власти, его именем называли год), второго архонта-басилевса (ведал культом), третьего архонта полемарха (был военачальником). Около середины VII века до н. э. были добавлены ещё шесть архонтов-фесмофетов (тесмотетов) с судебными функциями. Все девять архонтов составляли коллегию высших должностных лиц. После реформ Солона (VI век до н. э.) архонтами могли стать члены высшего имущественного разряда — пентакосиомедимны, позднее — также гиппеи, то есть всадники (второй разряд), с 457/456 до н. э. — зевгиты (третий разряд). Коллегия архонтов в V веке до н. э. утратила своё политическое значение, сохранившись как почётный, выполнявший различные государственные обязанности орган, до конца V в. н. э. В классическую эпоху выборы архонтов проводились путём жребия.

## Архонты в Византийской империи
До конца X века архонт, в византийском понимании, — это правитель государства (архонтии), в той или иной степени признававший сюзеренитет императора. Супруга такого правителя именовалась архонтиссой.
Весьма не определён статус архонта в Византии XI — начала XII веков. Его присваивали себе (возможно, получали из Константинополя) фактические владетели лимитрофных территорий, ранее принадлежавших империи и продолжающих считаться таковыми в Константинополе.
Кроме того, существовали должности: архонт аллагии (командующий императорскими конными и пешими частями), архонт влаттии (начальник государственной мастерской, где изготовляли и красили наиболее ценные ткани), архонт соли (начальник имперской солеварни, следивший за производством и оптовой продажей соли).
Был также титул архонт архонтов, который соответствовал армянскому титулу ишханац ишхан (или шаханшах), и относился к сфере внешней политики империи.

## Архонты в православии
После падения Византии титул присваивался патриархом Константинопольским, который при турецком владычестве возглавлял греческую общину не только в церковном, но и в гражданском отношении (Рум-миллет). Титул архонта стал означать нечто вроде «церковного дворянства».
Ныне институт архонтства существует в некоторых Церквях греческой традиции. В 2012 году архонтство было введено также в Болгарской православной церкви, что вызвало неоднозначную реакцию.
Само это слово архонт, особенно за пределами грекоязычного мира, звучит двусмысленно. В греческом оригинале Евангелия выражение «άρχων του κόσμου τούτου» (а́рхон ту ко́сму ту́ту; в славянском и русском переводах — «князь мира сего») означает дьявол. Архонтами в гностицизме именовались злые духи-мироправители.